# Comuna Sânzieni, Covasna
Sânzieni (în maghiară Kézdiszentlélek) este o comună în județul Covasna, Transilvania, România, formată din satele Cașinu Mic, Petriceni, Sânzieni (reședința) și Valea Seacă.

## Demografie
Componența etnică a comunei Sânzieni
     Maghiari (92,42%)
     Romi (3,61%)
     Alte etnii (0,79%)
     Necunoscută (3,18%)
Componența confesională a comunei Sânzieni
     Romano-catolici (93,26%)
     Reformați (1,45%)
     Alte religii (1,75%)
     Necunoscută (3,54%)
Conform recensământului efectuat în 2021, populația comunei Sânzieni se ridică la 4.408 locuitori, în scădere față de recensământul anterior din 2011, când fuseseră înregistrați 4.582 de locuitori. Majoritatea locuitorilor sunt maghiari (92,42%), cu o minoritate de romi (3,61%), iar pentru 3,18% nu se cunoaște apartenența etnică. Din punct de vedere confesional, majoritatea locuitorilor sunt romano-catolici (93,26%), cu o minoritate de reformați (1,45%), iar pentru 3,54% nu se cunoaște apartenența confesională.

## Politică și administrație
Comuna Sânzieni este administrată de un primar și un consiliu local compus din 13 consilieri. Primarul, Tibor Balogh[*], de la Uniunea Democrată Maghiară din România, este în funcție din 2008. Începând cu alegerile locale din 2024, consiliul local are următoarea componență pe partide politice:
|  | Partid                                 | Consilieri | Componența Consiliului | Componența Consiliului | Componența Consiliului | Componența Consiliului | Componența Consiliului | Componența Consiliului | Componența Consiliului | Componența Consiliului | Componența Consiliului | Componența Consiliului | Componența Consiliului | Componența Consiliului | Componența Consiliului |
|  | -------------------------------------- | ---------- | ---------------------- | ---------------------- | ---------------------- | ---------------------- | ---------------------- | ---------------------- | ---------------------- | ---------------------- | ---------------------- | ---------------------- | ---------------------- | ---------------------- | ---------------------- |
|  | Uniunea Democrată Maghiară din România | 13         |                        |                        |                        |                        |                        |                        |                        |                        |                        |                        |                        |                        |                        |